# ذو الشرى
ذو الشرى ومعناه «سيد الجبال» أحد آلهة العرب قديماً، يعتبره الأنباط كبير الآلهة وإله السماء، كان معبوداً في المنطقة، حيث يظهر واضحاً في نقوش الأبنية في منطقة الجوف والعُلاء وفي وفي النقوش المنحوتة على الصخور في البتراء ومدائن صالح في شمال غرب الجزيرة العربية.